# Groupe Octobre
Le groupe Octobre est une troupe de théâtre française d'agit-prop, des années 1930.

## 1932-1936: Le théâtre ouvrier
La troupe de théâtre est issue de la scission de la troupe Prémices de la Fédération du théâtre ouvrier de France, dont quelques comédiens reprochaient au metteur en scène, Roger Legris, la perte de l'idéal politique. Néanmoins, du 25 avril 1932, date de sa création, au 30 juin 1936, date à laquelle il représenta à la Mutualité son dernier spectacle Le Tableau des merveilles, mis en scène par Lou Tchimoukow, le groupe octobre appartint à la FTOF, née le 25 janvier 1931 comme section nationale de l'Union internationale du théâtre ouvrier (UITO) et liée au Parti communiste français (PCF) et la Confédération générale du travail unitaire (CGTU).
À la suite d'une indication par Paul Vaillant-Couturier et Léon Moussinac, le groupe Octobre naissant entre en contact avec Jacques Prévert. À cette époque, celui-ci n'écrivait pas encore beaucoup et ce fut un déclic : il se mit rapidement à écrire à la commande.
Le groupe joua, lors des meetings politiques, dans les rues et dans les usines en grève, entre 1933 et 1936, de courtes pièces ou des chœurs, afin de diffuser les idées marxistes auprès du peuple.
Adeptes de l'agitprop, pour un théâtre prolétarien proche d'Erwin Piscator, Prévert écrivit alors à charge contre l'ordre établi, caricaturant les politiciens et les gros industriels (La Bataille de Fontenoy 1932, Citroën 1933), ou ridiculisant la bourgeoisie (La Famille Tuyau de Poêle, 1933), valorisant les ouvriers (Vive la presse, 1932, ou le Tableau des merveilles, joué dans les grands magasins parisiens en grève en 1935). Face au théâtre bourgeois, il veut favoriser l'émergence d'un théâtre du peuple. Les comédiens jouaient également Paul Éluard et Louis Aragon.
En juillet 1935, Roger Blin, Jean-Louis Barrault et les frères Mouloudji rejoignent la troupe, mais celle-ci connait par la suite une période d'inactivité. Elle reprend ses représentations avec l'arrivée au pouvoir du Front populaire en mai 1936, accompagnant le mouvement de grèves. Une soirée est organisée à la toute jeune Maison de la Mutualité le 1er juillet mais ce sera la dernière. Le groupe se sépare sur fond de désaccords politiques (interrogations sur les limites de la gauche au pouvoir, sur la Guerre d'Espagne, sur l'Union soviétique, etc) mais ses membres restent en bons termes.

## Le groupe Octobre et le communisme: histoire d'un mythe

### Des travaux contestables?
Les travaux portant sur le groupe Octobre datent de l'après-guerre. Ceux qui évoquent les relations entre Octobre et le communisme apparaissent en 1965. Pour H. Jolly, l'analyse critique des travaux concernant le groupe Octobre fait apparaître la construction progressive d'un mythe. Les relations entre le groupe Octobre et le Parti communiste français et celui d'Union soviétique (PCUS) auraient été minimisées voire niées, notamment après l'annonce des « crimes » et « erreurs » de Staline, en février 1956, par le rapport Khrouchtchev, au XXe congrès du PCUS. C'est en tout cas ce qu'elle déduit de la consultation des archives du CRCEDHC (Centre russe de conservation et d'études des documents en histoire contemporaine), à Moscou. 
Une interprétation différente a été proposée par les universitaires Patrice Allain et Laurence Perrigault,,,. S'appuyant sur les archives soviétiques et sur les journaux de bord de quelques participants du voyage à Moscou, ils ont montré que les dix encartés du groupe étaient principalement les membres initiaux du groupe Prémices, qui avaient fait appel à Jacques Prévert en avril 1932 pour leur écrire un texte sur les élections. Parmi les amis de Prévert qui rejoignirent à partir de cette date le groupe Prémices, bientôt rebaptisé groupe Octobre, pas d'encartés au PC, mais des trotskistes (Yves Allégret, Jacques-André Boiffard, Marcel Jean...) et des anarchistes. La 3e vague d'acteurs à rejoindre le groupe, issue de la bande des arts appliqués (Loris, Grimault, Blin, Janine Jane, etc.) ne témoigna à son tour d'aucune attirance pour le PC : tous signeront d'ailleurs l'Appel à la lutte en février 1934 (appel qui excluait l'AEAR,) et beaucoup participeront à Contre-Attaque.

### De réelles relations avec le Parti communiste?
Le groupe Prémices était initialement proche du Parti communiste français. Un an après l'arrivée de Prévert dans la troupe, en mai 1933, le groupe comptait donc 10 membres ayant leur carte au Parti communiste. Le groupe comptant 26 membres à la même date, cela signifie qu'il y avait environ 40 % de communistes au sein de la troupe de théâtre d'agit-prop, soit guère moins que les Blouses bleues de Bobigny (BBB), nées en 1931, dirigées par Gaston Clamamus et dont Raymond Bussières disait qu'elles étaient « vraiment communistes à 100 % ». D'autres sont trotskystes ou anarchistes. Cependant, il faut noter que l'obédience au PC disparaît après le voyage à Moscou, qui refroidit la majorité des membres du groupe,. Le compte rendu du spectacle donné par la troupe à Moscou regrettait d'ailleurs que le groupe ne suivait pas suffisamment la ligne donnée par le PC et exigeait qu'à leur retour en France tous les membres du groupe suivent des cours de politique[réf. nécessaire]. "Il faut dégager un responsable idéologique." Germinal[Qui ?] soulignait qu'en France, le spectacle qui avait été présenté par le Groupe Octobre à Moscou avait une thématique anarchiste bien plus forte et qu'il avait été en partie réécrit pour les Olympiades. Moussinac[Qui ?] mettait toutefois en garde : "Je suis d’accord sur le fait qu’il est nécessaire de prendre des mesures de réorganisation et de formation politique pour restructurer le groupe, mais il faudra le faire avec beaucoup de précautions, sans quoi nous pourrions causer sa perte". De fait, au retour de Moscou, les membres de Prémices encartés au PC quittèrent peu à peu le groupe, tandis que celui-ci accueillait de nouveaux membres non encartés. Les deux dernières représentations du groupe données en 1936 le furent, l'une en l'honneur de Trotsky, l'autre - organisée par le comité anarcho-syndicaliste - au profit des combattants de la C.N.T. et de la F.A.I.

### Un premier Prix fantasmé
Contrairement à ce qu'écrit Michel Fauré dans son ouvrage et beaucoup d'autres auteurs, le groupe Octobre n'a pas remporté le premier prix de l'Olympiade du théâtre ouvrier de Moscou qui s'est déroulée à Moscou, en 1933. En effet, comme l'a précisé lui-même Raymond Bussières dans un témoignage antérieur, « il n'y avait pas de premier prix » lors de cette Olympiade. Celle-ci devait se terminer par une conférence, sans remise de prix, comme l'atteste le programme de l'Olympiade.

## Dissolution du groupe
La compagnie fut dissoute, comme la Fédération du théâtre ouvrier de France, après la victoire du Front populaire, sur fond de désaccord des membres quant à la nécessité de s'engager dans les Brigades internationales.

## Membres du groupe Octobre
- Jacques Prévert
- Pierre Prévert
- Gisèle Fruhtman, épouse de Pierre Prévert
- Georges Pomiès
- Raymond Bussières
- Louis Bessières
- Sylvia Bataille
- Maurice Baquet
- Paul Grimault
- Lou Tchimoukow (Lou Bonin)
- Arlette Besset
- Margot Capelier
- Jacques-Bernard Brunius
- Roger Blin
- Marcel Duhamel
- Sylvain Itkine
- Jean Dasté
- Guy Decomble
- Jean-Louis Barrault
- Lazare Fuchsmann
- Raymonde Fuchsmann
- Suzanne Montel
- Yves Allégret
- Fabien Loris
- Ida Lods
- Agnès Capri
- Mouloudji
- Jean-Paul Le Chanois
- Max Morise
- Germaine Pontabry
- Pierre-Léopold Sabas
- Paul Frankeur
- Jean Loubès